# Pseudoplexaura porosa
Pseudoplexaura porosa is een zachte koraalsoort uit de familie Plexauridae. De koraalsoort komt uit het geslacht Pseudoplexaura. Pseudoplexaura porosa werd in 1772 voor het eerst wetenschappelijk beschreven door Houttuyn. 